# 제주지방병무청
제주지방병무청(濟州地方兵務廳, Jeju Regional Office of Military Manpower Administration)은 제주특별자치도 지역의 징집·소집 그 밖에 병무 행정에 관한 사무를 관장하는 대한민국 병무청의 소속기관이다. 1984년 12월 10일 발족하였으며, 제주특별자치도 제주시 청사로 59에 위치하고 있다. 청장은 서기관 또는 기술서기관으로 보한다.

## 연혁
- 1950년 11월: 육군본부 예하 제주지구 병사구사령부로 발족.
- 1962년 10월 31일: 국방부 소속 제주도병무청으로 개편.[2]
- 1970년 8월 20일: 병무청 소속 제주도지방병무청으로 개편.[3]
- 1981년 11월 2일: 광주지방병무청 소속 제주병무지청으로 개편.[4]
- 1984년 12월 10일: 제주지방병무청으로 승격.[5]

## 관할구역
- 제주특별자치도

## 조직

### 청장
- 운영지원과[6]
- 병역관리과[7]